# Ди Бернардо, Мауро
Мауро ди Бернардо (итал. Mauro Di Bernardo; род. 24 марта 1956, Гроттаммаре, Марке) — итальянский волейболист, универсал. Участник летних Олимпийских игр 1980 года, серебряный призёр чемпионата мира 1978 года.

## Биография
Мауро ди Бернардо родился 24 марта 1956 года в итальянском городе Гроттаммаре.
Играл в волейбол за итальянские «Греслюкс» из Модены (1974—1976), «Эдильмар» из Чезенатико (1976—1978), «Эдилькуоги» из Сассуоло (1978—1984), «Панини» из Модены (1984—1986) и «Евростайл» из Монтикьяри (1986—1988).
Играя за «Эдилькуогу», в сезоне-1979/80 году завоевал серебро Кубка Италии, в сезоне-1980/81 — золото. Самых высоких результатов добился в составе «Панини»: в сезоне-1984/85 выиграл серебро чемпионата Италии, Кубок страны и Кубок обладателей кубков, в сезоне-1985/86 — чемпионат и Кубок Италии и Кубок ЕКВ.
В 1978 году в составе сборной Италии завоевал серебряную медаль чемпионата мира в Италии.
В 1980 году вошёл в состав сборной Италии по волейболу на летних Олимпийских играх в Москве, занявшей 9-е место. Провёл 5 матчей.